# Laggarberg

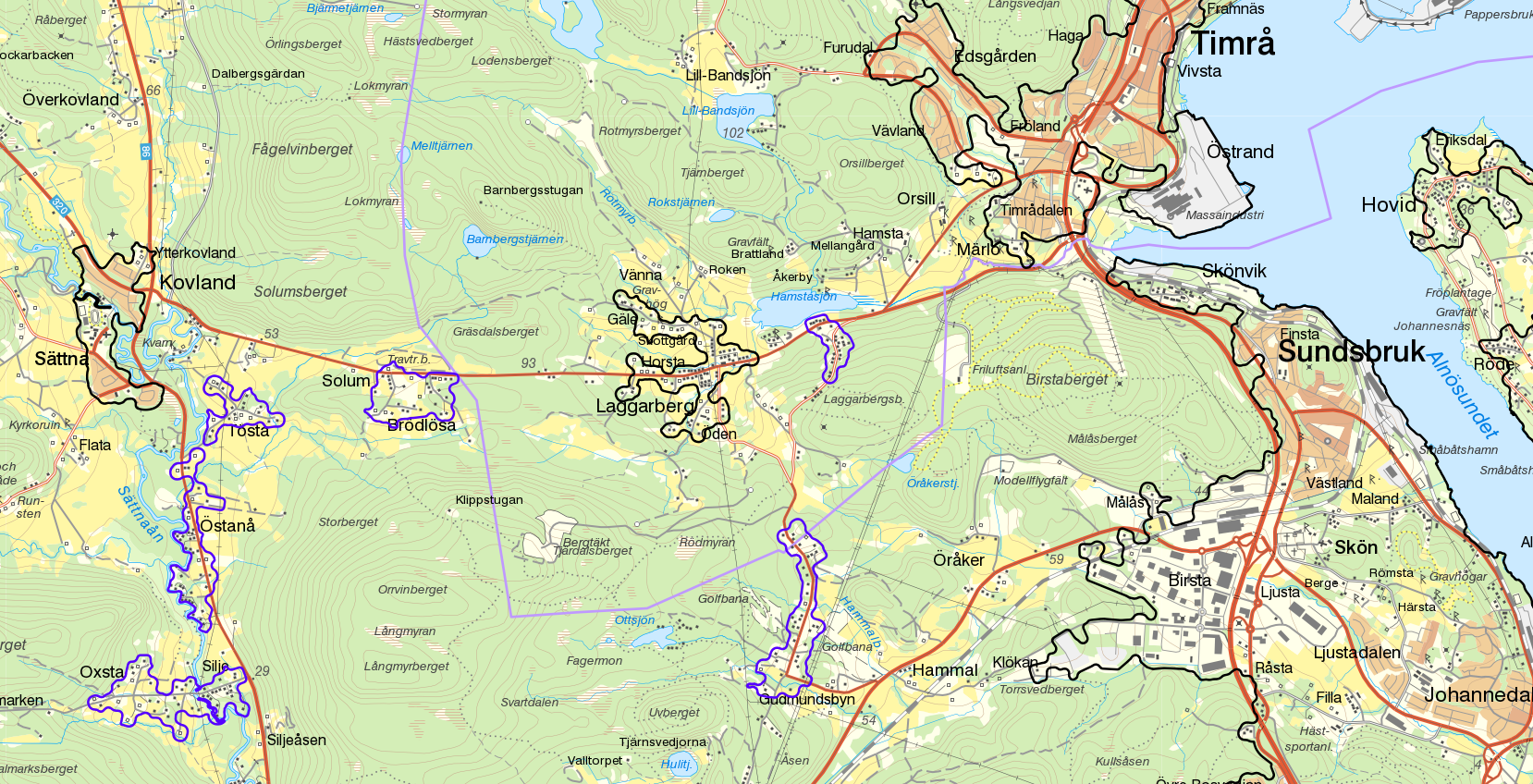
Laggarbergs tätort i väst och småorten i öst.

Laggarberg är en ort utmed länsväg 631 sydväst om Timrå i Timrå socken i  Timrå kommun, Västernorrlands län.
Från 1975 och fram till 1995 avgränsades bebyggelsen till en tätort i med namnet Laggarberg. Mellan 1995 och 2015 avgränsade SCB bebyggelsen i två småorter. Den västra delen var namnsatt till Horsta och Laggarberg och omfattade även bebyggelse i grannbyn i väster Horsta. Den östra var namnsatt till Laggarberg östra. Vid avgränsningen 1 2015 klassades denna del som tätort och från 2023 som en småort.

## Befolkningsutveckling
| Befolkningsutvecklingen i Laggarberg/Horsta och Laggarberg 1975–2020 | Befolkningsutvecklingen i Laggarberg/Horsta och Laggarberg 1975–2020 | Befolkningsutvecklingen i Laggarberg/Horsta och Laggarberg 1975–2020 | Befolkningsutvecklingen i Laggarberg/Horsta och Laggarberg 1975–2020 | Befolkningsutvecklingen i Laggarberg/Horsta och Laggarberg 1975–2020 |
| --- | -------------------------------------------------------------------- | -------------------------------------------------------------------- | -------------------------------------------------------------------- | -------------------------------------------------------------------- |
| |                                                                      |                                                                      |                                                                      |                                                                      |
| År |                                                                      |                                                                      | Folkmängd                                                            | Areal (ha)                                                           |
| 1975 | 1975                                                                 |                                                                      | 307                                                                  | 50                                                                   |
| 1980 | 1980                                                                 |                                                                      | 314                                                                  | 54                                                                   |
| 1990 | 1990                                                                 |                                                                      | 281                                                                  | 54                                                                   |
| 1995 | 1995                                                                 |                                                                      | 180                                                                  | 36#                                                                  |
| 2000 | 2000                                                                 |                                                                      | 174                                                                  | 36#                                                                  |
| 2005 | 2005                                                                 |                                                                      | 188                                                                  | 37#                                                                  |
| 2010 | 2010                                                                 |                                                                      | 186                                                                  | 37#                                                                  |
| 2015 | 2015                                                                 |                                                                      | 209                                                                  | 54                                                                   |
| 2020 | 2020                                                                 |                                                                      | 210                                                                  | 54                                                                   |
| Anm.: Ny tätort 1975. Ej tätort 1995 och då utan området Laggarberg östra och ny småort benämnd Horsta. 1995-2005 småort benämnd Horsta, 2010 som Horsta och Laggarberg. Laggarberg blev åter tätort 2015. # Som småort. |                                                                      |                                                                      |                                                                      |                                                                      |